# 斯科奇布哈宫
斯科奇布哈宫是杜布罗夫尼克的一座文艺复兴宫殿，属于斯捷波维奇-斯科奇布哈（Stjepović-Skočibuha）家族， 位于普斯蒂耶纳（Pustijerna）区的雷斯蒂切瓦街（Restićevoj ulici） 它建于1549-1553年之间，是杜布罗夫尼克历经各种自然和社会动荡中而幸存下来，今天为数不多的文艺复兴宫殿之一。今天，它部分用作住宅，部分废弃，任其腐烂。

## 历史
宫殿建在贵族尼卡·久尔杰维奇（Nika Đurđevića）故居的旧址上。业主是平民托莫·斯捷波维奇·斯科奇布哈（Tomo Stjepović zvani Skočibuha），他来自希潘岛的水手家庭，出生于1484年，通过航海、造船和贸易致富。
从1527年到1557年期间，他密集地购买土地和房屋，为自己和家人建造宫殿。他的商业实力，以及那个时期社会阶层的变化，最好的证明就体现在他在普斯蒂耶纳建造的家族宫殿，这是该市历史上为贵族保留的部分，靠近杜布罗夫尼克主教座堂和总督宫（离市中心的公众和教堂越近，说明住宅的主人就越重要）。1559年托莫死后，他的儿子Vice 成为一家之主，成功地继续他父亲的事业，并且像他的父亲一样，建造苏久拉杰（Suđurađ）避暑别墅（Ljetnikovac Vice Stjepovića-Skočibuhe na Šipanu）和“三教堂”（Tri crkve）宫殿。
普斯蒂耶纳宫殿的立面设计于 1549 年，作者是帕多瓦的安东（Antun iz Padove）。 ，并由当地建筑师伊万·多里什（Ivan Doriš）领导，于 1550 年至 1553 年建造。 对于石材、家具和窗，则由约西普·安德里吉奇（Josip Andrijić）和伊万·安德里吉奇（Ivan Andrijić）负责。
这座宫殿在斯科奇布哈家族之后易主，最后拥有的贵族家族是比扎罗家族。